# ビワアンコウ
ビワアンコウ（Ceratias holboelli）は、アンコウ目に所属する深海魚の1種。

## 分布
平行分布は、北緯67度 - 南緯45度、 西経180度 - 東経180度の温帯や熱帯の沖合。
垂直分布は、400〜4400mの深海で、主に400〜2000m。

## 形態
全長はメスは通常チョウチンアンコウの仲間としては最も大きく成長し、メスは全長120cmに達する。一方、オスは非常に小さく、最大1.3cm。メスに寄生する。口は垂直に開いている。背鰭軟条部の前方に、2本の肉質の突起が存在する。背鰭の鰭条は4-5本、胸鰭の鰭条は15-19本、臀鰭の鰭条は4本。仔魚は背中が突き出ている。

## 生態
肉食で、鼻の上にある他種より長い誘引突起についている擬餌状体によって、魚を呼び寄せ食す。

## ビワアンコウ属

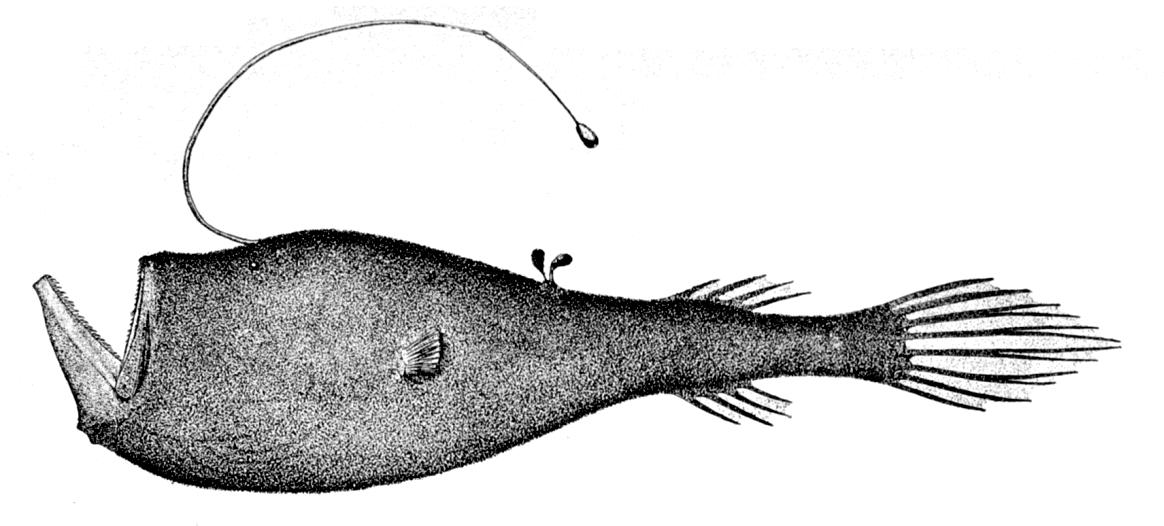
エナシビワアンコウ

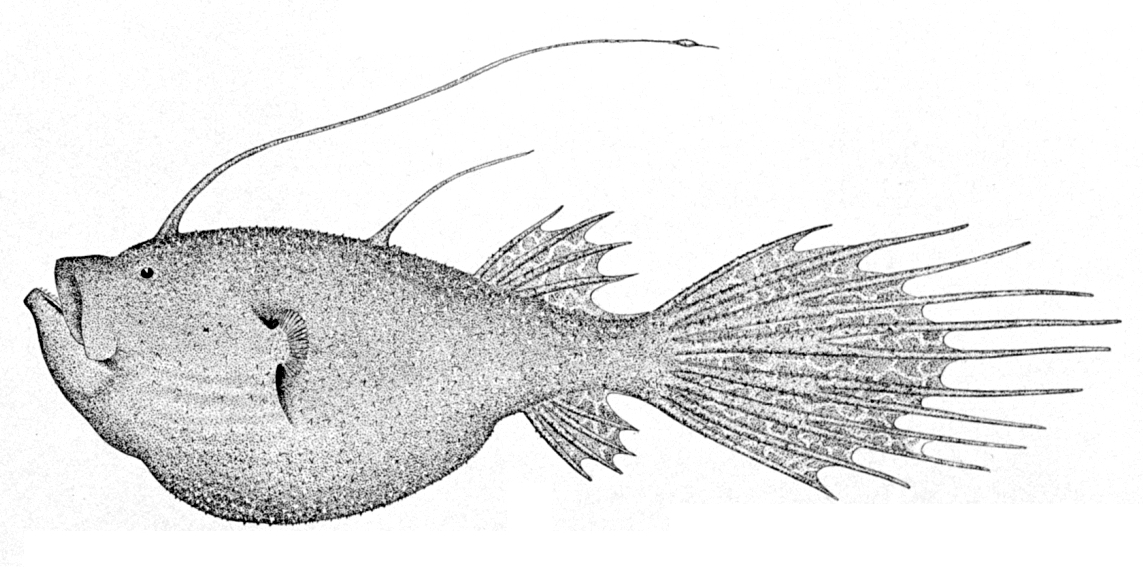
ビワアンコウ

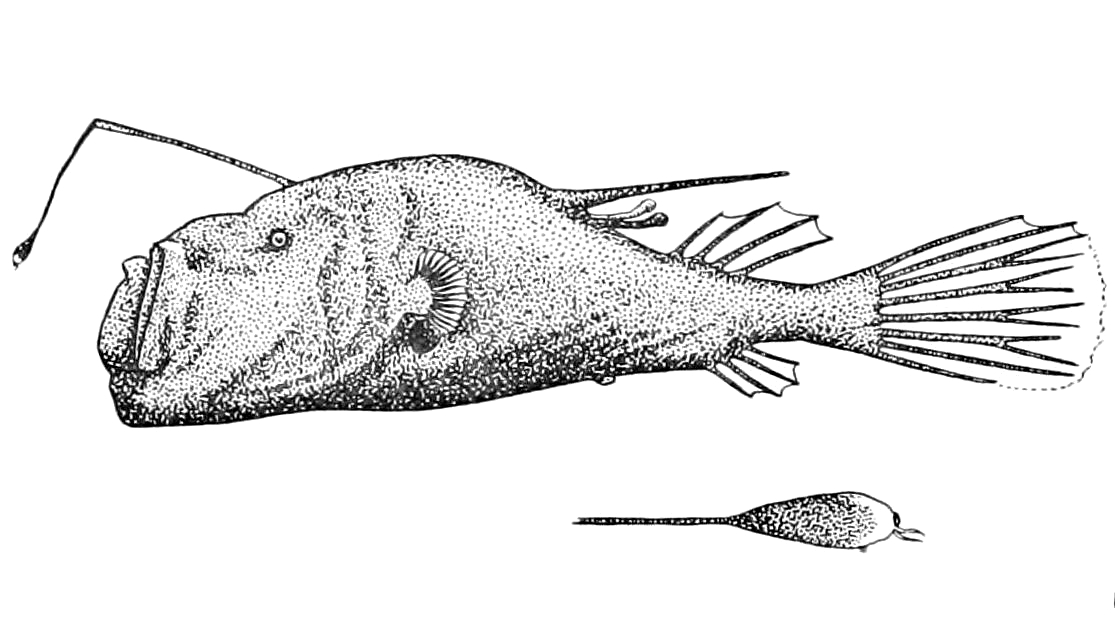
Ceratias tentaculatus

ビワアンコウ属は典型的なチョウチンアンコウの仲間で、世界に3種が生息する。
- エナシビワアンコウ Ceratias uranoscopus

水深500～1000mの熱帯海域に生息する。
- ビワアンコウ Ceratias holboelli

水深200～4000mの熱帯・温帯海域に生息する。
- Ceratias tentaculatus

水深650-1500mの南半球に生息する。特に南極海に多い。